# السلام (المنيا)
قرية السلام  هي إحدي القرى التابعة لمركز سمالوط بمحافظة المنيا في جمهورية مصر العربية. حسب إحصاءات سنة 2006، بلغ إجمالي السكان في السلام 4351 نسمة، منهم 2205 رجل و2146 امرأة.